# Beckton (Docklands Light Railway)
Beckton è la stazione capolinea orientale della diramazione omonima della Docklands Light Railway (DLR) nei Docklands ad est di Londra e si trova nella Travelcard Zone 3.
La diramazione DLR da Poplar è stata aperta il 28 marzo 1994. La stazione successiva è Gallions Reach, ma tra le due stazioni la linea curva di 180 gradi, pertanto i treni diretti a ovest per il centro di Londra partono da Beckton in direzione est. La stazione di Beckton si trova a nord e leggermente più a ovest di Cyprus, la stazione dopo Gallions Reach. Durante le ore di punta, i treni da Beckton in genere partono per Tower Gateway, anche se ci sono partenze occasionali per Bank. Fuori dalle ore di punta, i treni tendono ad alternarsi tra Tower Gateway e Stratford International. La diramazione di Beckton della DLR è insolita, in quanto ha treni più frequenti fuori ore di punta. Questo perché durante le ore di punta, tutti i treni provenienti da Stratford International vanno a Woolwich Arsenal.